# Ekom-Wasserfälle
Die Ekom-Fälle sind zwei Wasserfälle des Nkam (eines der Quellflüsse des Wouri) sowie eines seiner Nebenflüsse an der Grenze der Regionen Littoral und Ouest in Kamerun. Ihre Lage rund zwölf Kilometer östlich der Nationalstraße N5 unweit von Nkongsamba sorgen für eine relativ große Bekanntheit. 

## Trivia
Die Fälle dienten im Jahr 1984 als Drehort für den mehrfach Oskar-nominierten Film Greystoke – Die Legende von Tarzan, Herr der Affen.

## Bildergalerie

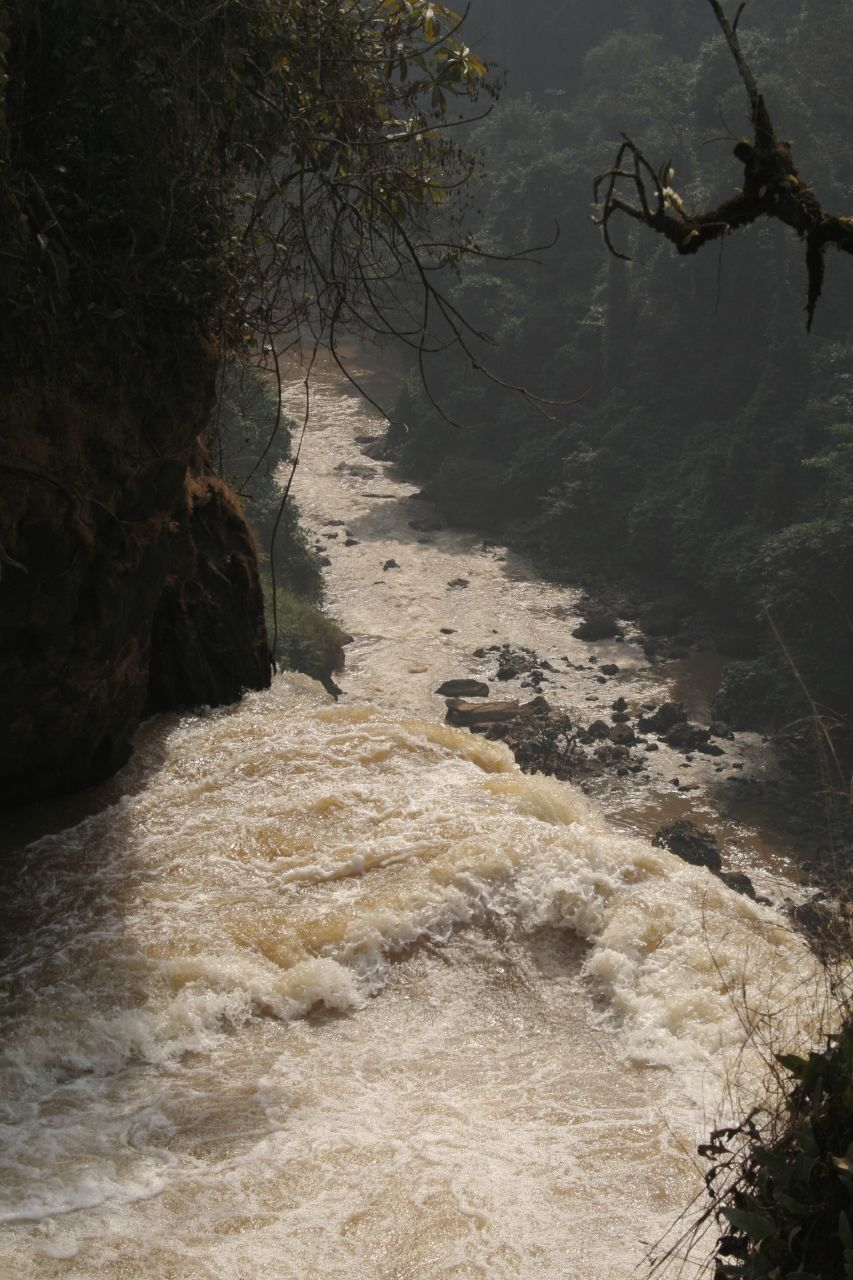
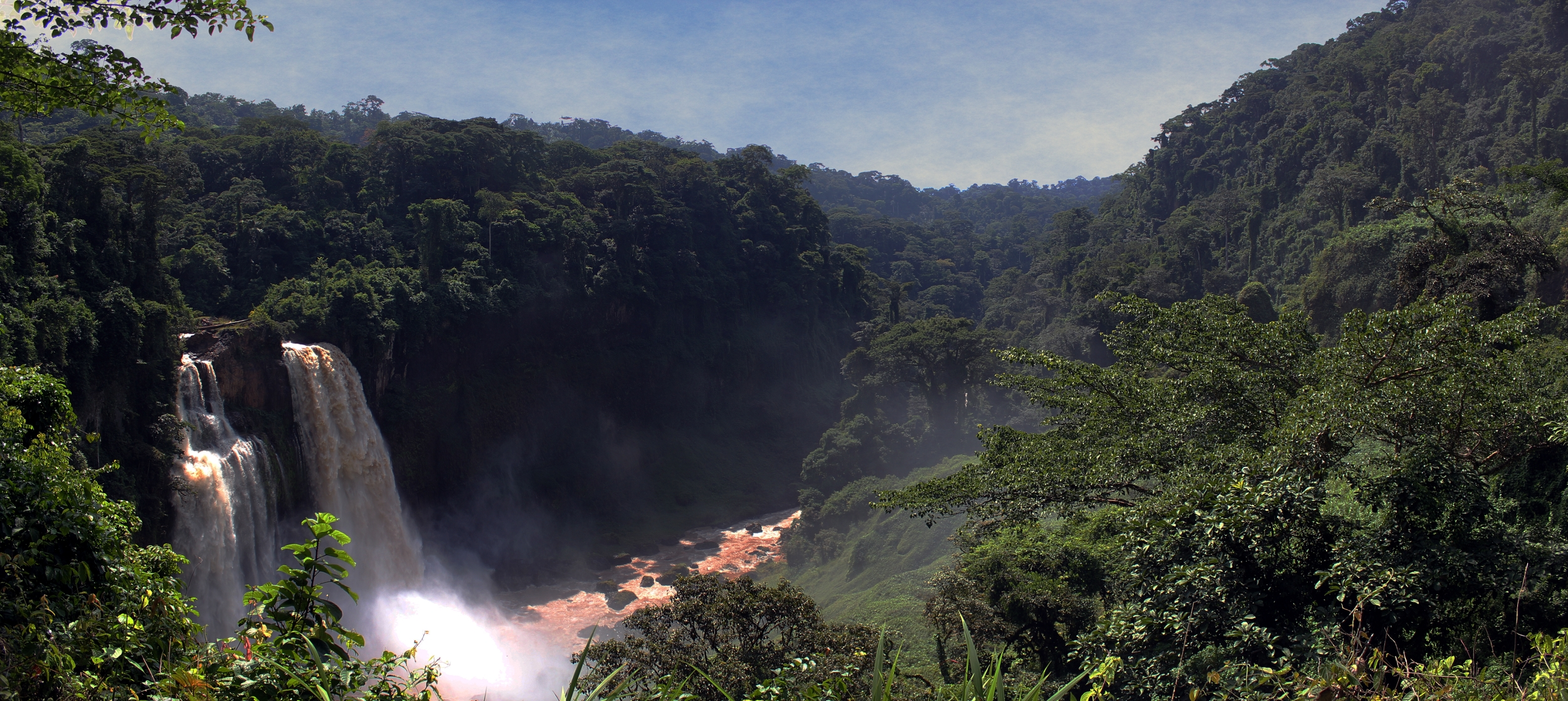
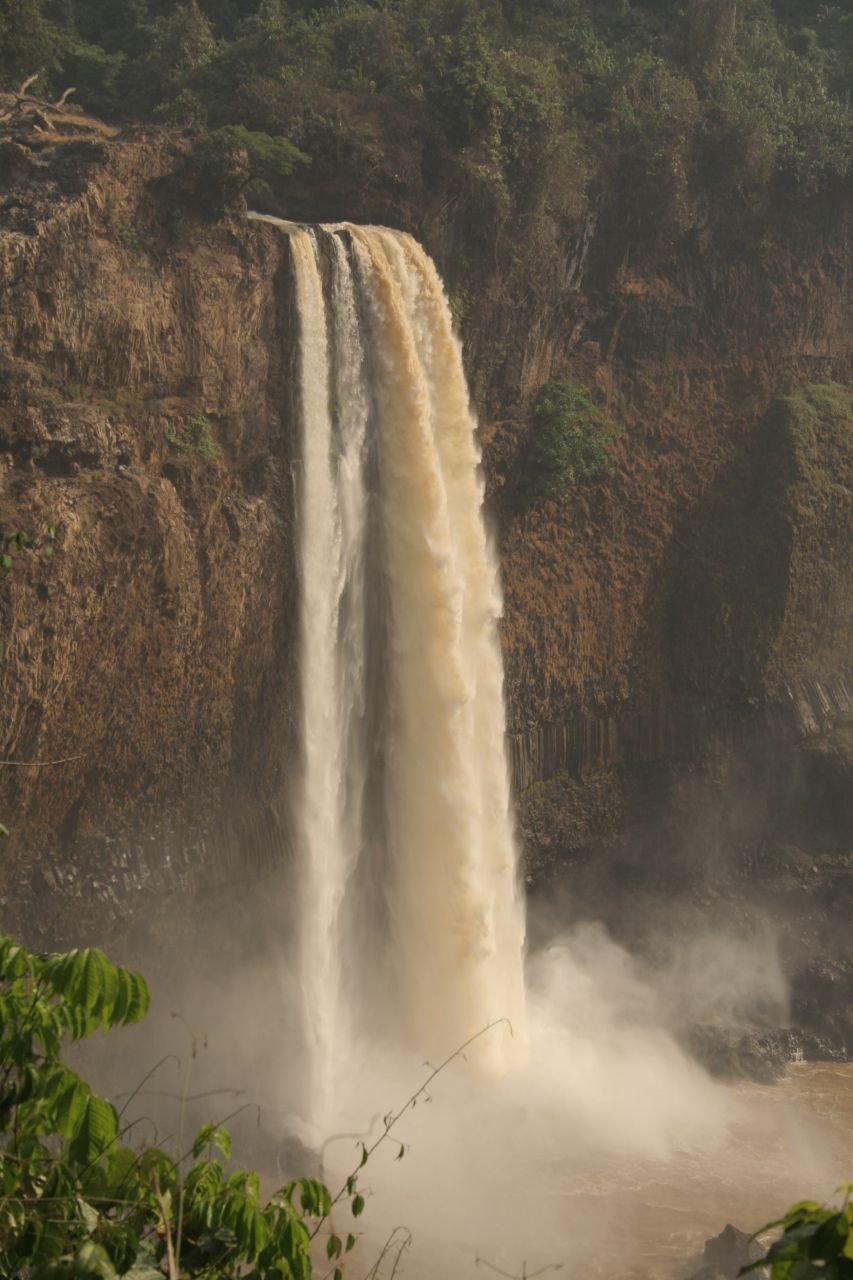